# Rhyphelia
Rhyphelia is een geslacht van spinnen uit de familie springspinnen (Salticidae).

## Soorten
De volgende soorten zijn bij het geslacht ingedeeld:
- Rhyphelia variegata Simon, 1902